# Dar Othman
Le Dar Othman (arabe : دار عثمان) ou Dar Othman Dey est un monument tunisien, un ancien palais d'Othman Dey, situé au numéro 16 bis de la rue Al Mebazaâ, dans la partie sud de la médina de Tunis.

## Histoire
L'édifice est élevé à la fin du XVIe siècle (aux alentours de 1595) par le dey de Tunis Othman (règne de 1593 à 1610) pour lui servir de résidence citadine. Au cours de la première moitié du XIXe siècle, le souverain Hussein II Bey y effectue de nombreuses modifications et le transforme en un ensemble d'entrepôts dans lesquels sont stockés les vivres des soldats logés dans les casernes avoisinantes, d'où son appellation de Dar Al Oula (dépôt de provisions). Par la suite, le bâtiment est légué par Sadok Bey à son grand vizir Mustapha Ben Ismaïl qui en fait sa demeure.
Classé monument historique en 1936, il est d'abord affecté en 1960 à l'Institut national d'archéologie et d'art. De nos jours, il est le siège de la conservation de la médina de Tunis.

## Description

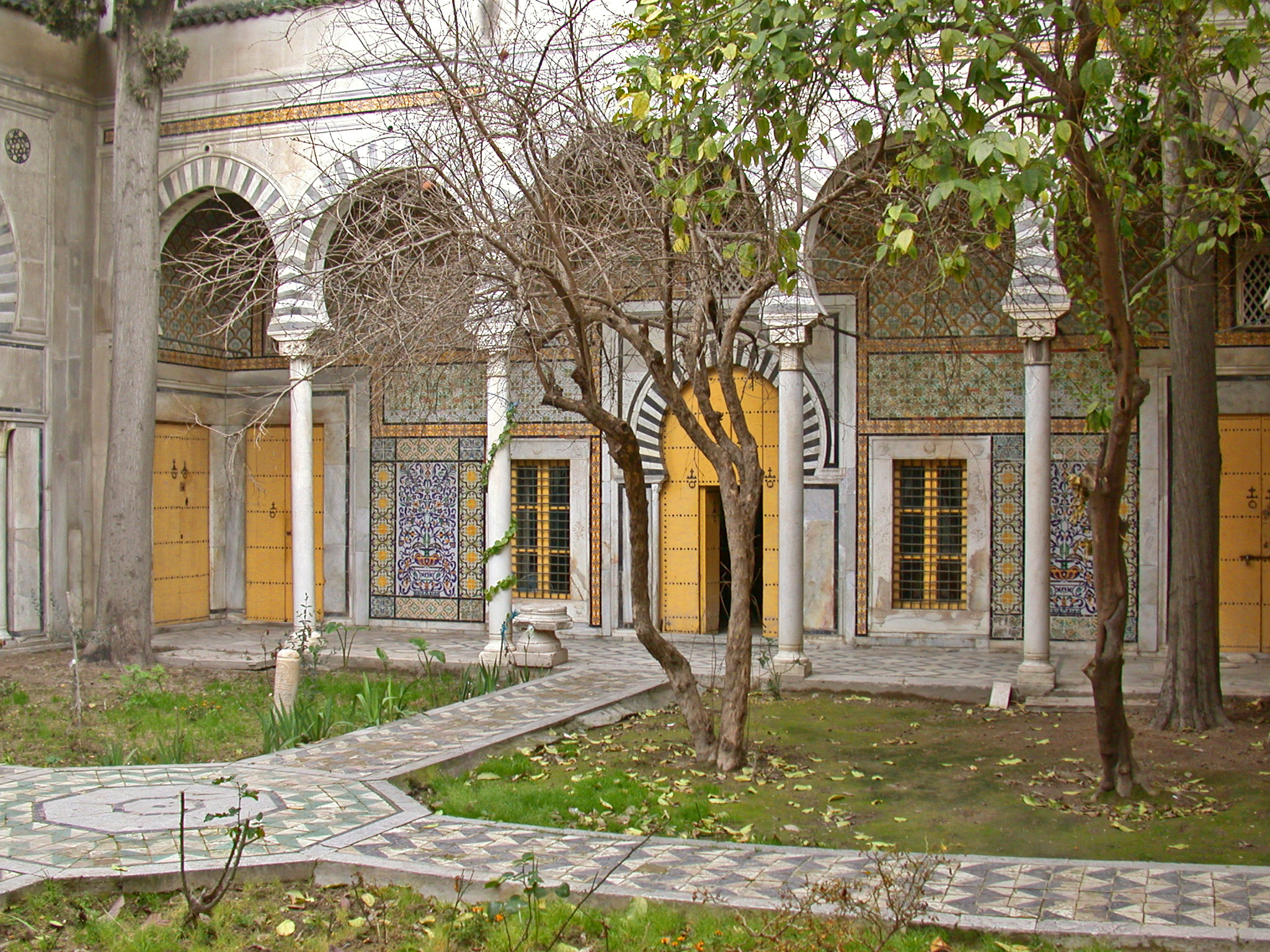
Cour du Dar Othman.

De l'extérieur, le monument se distingue par une façade majestueuse dont le décor comprend plusieurs éléments architecturaux et ornementaux où prédomine l'usage des marbres blanc et noir témoignant d'influences orientales. Cette façade, destinée à magnifier la porte d'entrée, est couronné d'un auvent en bois ouvragé ; elle est flanquée dans sa partie inférieure de deux colonnes de marbre blanc à chapiteaux andalous alors que, dans sa partie supérieure, les colonnes possèdent des chapiteaux de style hafside. La porte et son encadrement sont surmontés d'un arc brisé outrepassé à claveaux noirs et blancs.
De la porte d'entrée, on accède à un vestibule, de forme carrée et dallé en pierre calcaire, dont les murs sont entourés de bancs de pierre. Le plafond est constitué de poutres en bois étagées de bas en haut ; le décor de stuc ciselé, constitué de motifs géométriques et végétaux d'inspiration andalouse, recouvre les murs. Le vestibule donne sur la cour centrale bordée sur deux de ses côtés par des portiques composés d'arcs à claveaux alternativement noirs et blancs qui reposent sur des colonnes de marbre blanc à chapiteaux andalous. La cour est entourée de quatre pièces à plan en T renfermant chacune deux alcôves ; ces pièces communiquent avec le patio par des portes qui s'ouvrent par des arcs brisés outrepassés posés sur des pieds-droits en marbre. Le décor mural, d'une grande richesse, comprend des plaques de marbre, des colonnes à chapiteaux andalous et corinthiens soutenant des arcs brisés outrepassés à voussoirs en marbre, des tableaux de céramiques et des panneaux de plâtre finement sculpté de motifs andalous (formes géométriques tressés, éléments floraux stylisés et arcatures recti-curvilignes) ou ottomans (motifs de cyprès et de bouquets de fleurs).
Le Dar Othman constitue le prototype des demeures de notables tunisois du XVIIe au XIXe siècle. À l'architecture traditionnelle ifriqiyenne et au plan classique de l'habitation tunisoise hérité de l'époque hafside se sont greffées les influences andalouses et ottomanes.

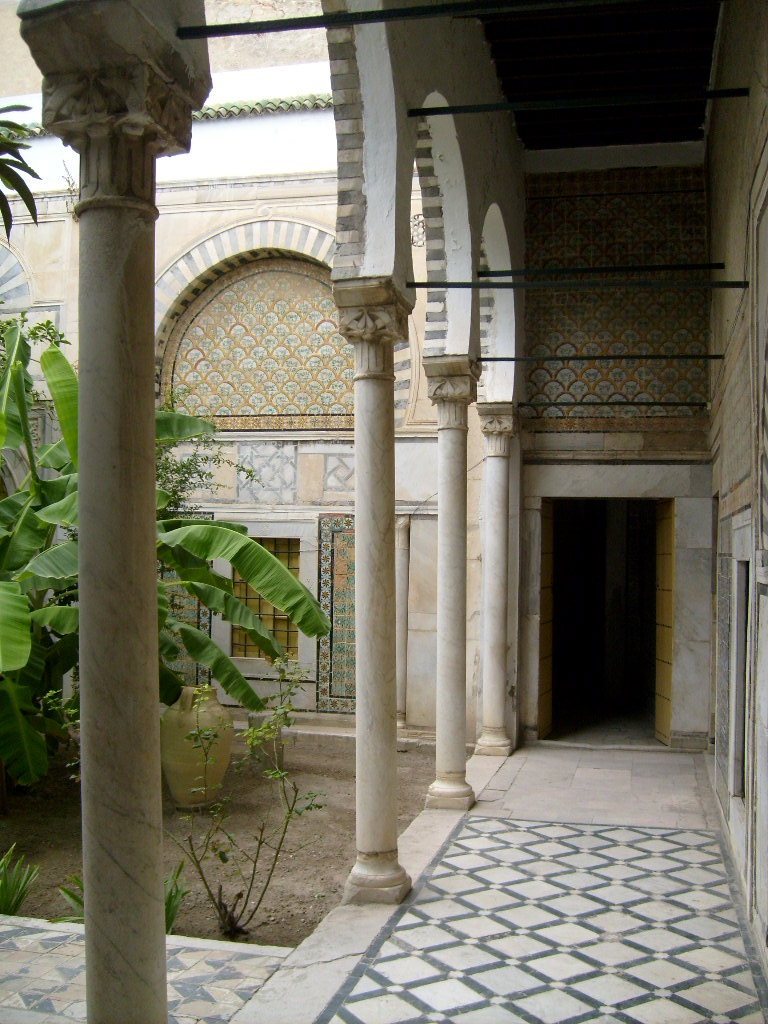
Colonnes de marbre blanc à chapiteaux andalous de la cour.
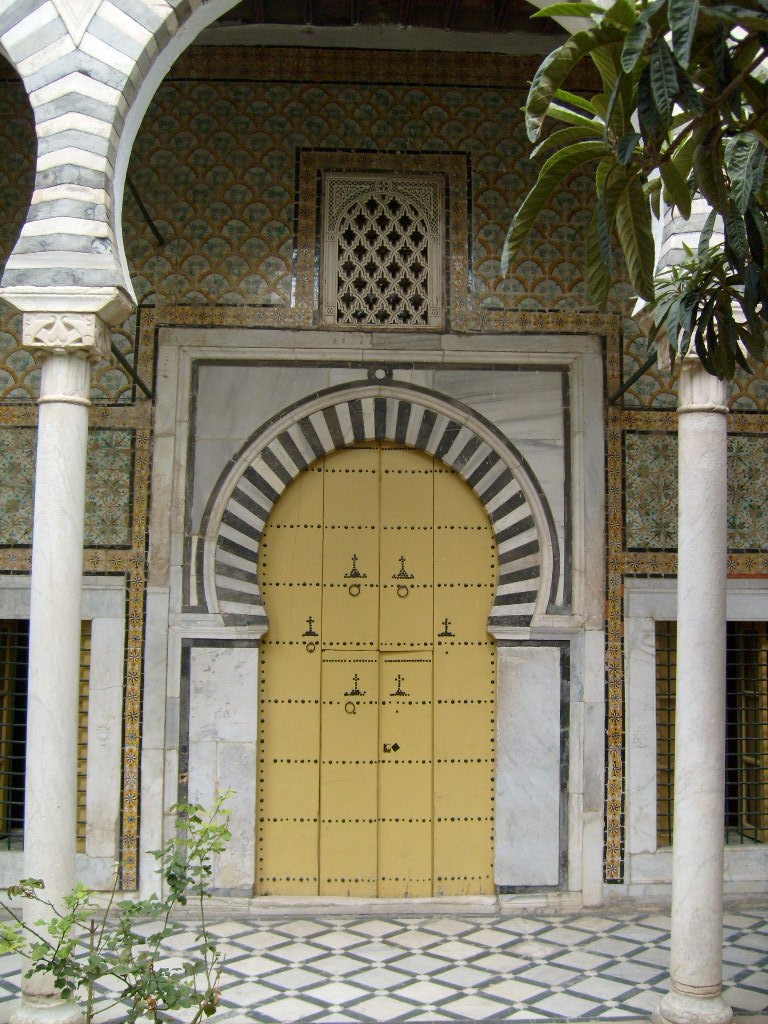
Gros plan sur l'une des portes ouvrant par un arc brisé outrepassé à claveaux noirs et blancs.
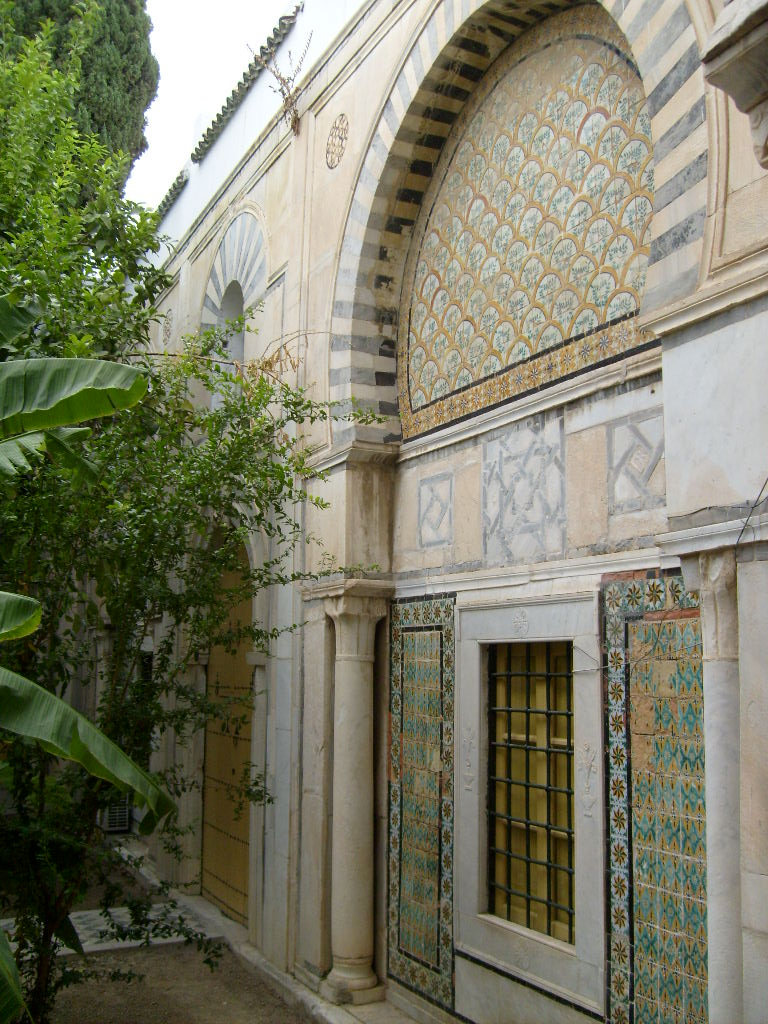
Détail du décor mural.
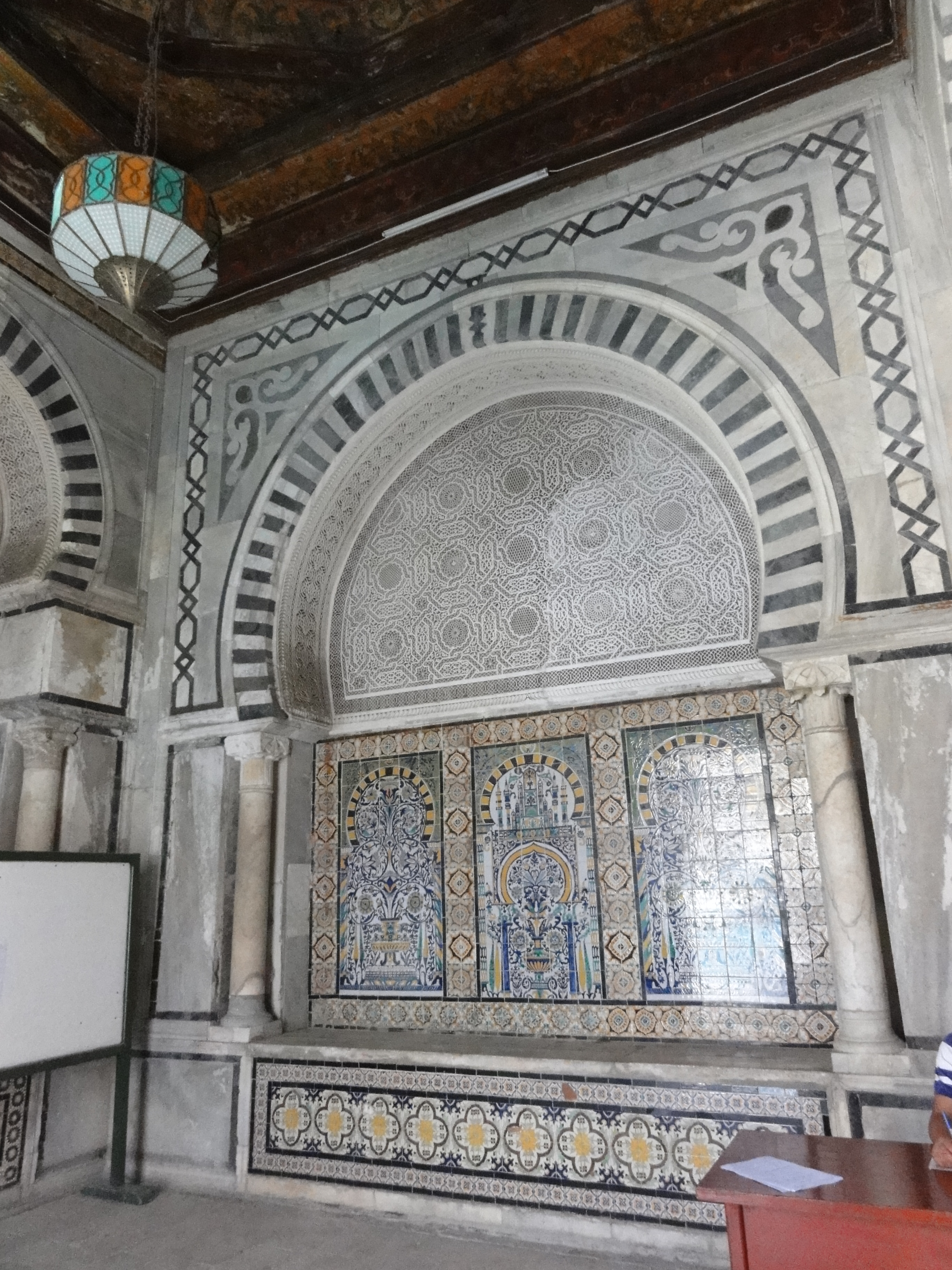
Exemple de la décoration intérieure associant plâtre sculpté, marbres et céramiques.